# Nationalpark Gennargentu
Der Nationalpark Gennargentu (auch Nationalpark Golf von Orosei und Gennargentu) (italienisch: Parco Nazionale del Golfo di Orosei e del Gennargentu) ist ein Nationalpark in Italien. Er liegt im Osten Sardiniens im namensgebenden Gennargentugebirge und am Golf von Orosei.
Der Park gehört zu den Jüngsten der 24 Gebiete mit Nationalparkstatus in Italien und wurde 1998 eingerichtet. Klimatisch deckt der Park sowohl alpine wie auch mediterrane Bedingungen ab. Im Park ist eine hohe floristische Vielfalt zu finden (Orchideen, Lilien, Alpenveilchen, Krokusse); hier findet sich die in Europa nur im Gennargentu vorkommende Johannisbeere Ribes Sardorum. Im Supramonte finden sich die ältesten Steineichen Europas (Quercus ilex). Im Park leben die für Sardinien typischen Vögel und Säugetier, wie u. a. Wildschafe und Steinadler (Aquila chrysaetos).